# کشتن اریک گارنر
در تاریخ ۱۷ ژوئیه سال ۲۰۱۴، اریک گارنر در تامپکینسویل کنتاکی، محله‌ای از استیتن آیلند نیویورک به علت فشردن گردن (chokehold) و قفسهٔ سینه توسط یک افسر پلیس به قتل رسید. این یک روش ممنوع است. در ابتدا افسر جاستین دامیکو به ظن فروش "loosies"، سیگار تک نخی خارج از پاکت، به وی نزدیک شد. پس از آن گارنر به پلیس گفت که او در حال فروش سیگار نیست اما افسران برای دستگیری او به سمتش رفتند. افسر دنیل پنتلیو، نیز در صحنه، اسلحه خود را به سمتش گرفت. فیلمی که از صحنهٔ دستگیری وی و استفاده پلیس از روش ممنوع chokehold ضبط شده به‌طور گسترده‌ای در یوتیوب بازدید شده‌است. در حالی که وی توسط چهار افسر به پایین و روی پیاده‌رو انداخته و احاطه شده بود از وی چندین بار و مکرراً شنیده شد "من نمی‌توانم نفس بکشم". تقریباً یک ساعت بعد در بیمارستان مشخص شد که وی مرده‌است.
پس از این حادثه، بازرسان پزشکی شهرستان نتیجه گرفتند که گارنر توسط فشردن گردن و از chokehold آشکار کشته شده‌است.
مرگ اریک گارنر و دیگر سیاه‌پوستان توسط پلیس آمریکا و تبرئهٔ پلیس‌های قاتل باعث موجی از تظاهرات عمومی در سراسر آمریکا شده‌است.
اریک گارنر (۱۵ سپتامبر ۱۹۷۰–۱۷ ژوئیهٔ ۲۰۱۴) محافظ پارک و فضاهای تفریحی شهر نیویورک بود. وی ۴۳ ساله بود و از نظر دوستان خود «مصلح محله» و شخصی «خوش‌مشرب» و «سخاوتمند» شناخته می‌شد. از او شش فرزند باقی‌مانده‌است.